# Wolf Englert
Wolf Englert (* 12. November 1924 in Ulm; † 22. März 1997 in Gmunden, Österreich) war ein deutscher Kunstmaler, Szenenbildner und Filmarchitekt, von 1953 bis 1982 einer der bestbeschäftigten Designer des bundesdeutschen Kinos und Fernsehens.

## Leben
Englert machte das erste Mal auf sich aufmerksam, als er 13-jährig Ende 1937 in einen Justizfall um Homosexualität unter Jugendlichen geriet, mit dem späteren Widerstandskämpfer Hans Scholl im Mittelpunkt der polizeilichen Ermittlungen.
Als junger Erwachsener studierte er in Augsburg und München Kunstgeschichte und Kunst. 1946 kam Englert zur Bühne und begann seine berufliche Tätigkeit als Ausstattungsassistent. Bis kurz nach der Währungsreform arbeitete Englert als Ausstatter für Oper, Schauspiel und Operette in Würzburg. Anschließend ging er zu den Filmstudios in Bendestorf, wo er dem erfahrenen Filmarchitekten Franz Schroedter assistierte. 1953 wurde Wolf Englert zweiter Architekt unter seinem Kollegen Max Mellin, wenig später alleiniger Chefarchitekt. In den kommenden zwei Jahrzehnten arbeitete er an einer großen Anzahl gediegener Unterhaltungsproduktionen, die jedoch nur selten hochklassig waren. Englert designte die Bauten für Filme von Helmut Käutner und Alfred Weidenmann, Rolf Thiele und Axel von Ambesser, Kurt Bernhardt und Alfred Vohrer.
Im Jahr 1968 verlegte er seine Aktivitäten verstärkt in Richtung Fernsehen. Dort war er Chefarchitekt der drei führenden ZDF-Krimiserien Der Kommissar, Derrick und Der Alte aber auch einiger ambitionierter Krimimehrteiler wie 1968 Babeck. 1982 zog sich Wolf Englert weitgehend aus dem Fernsehgeschäft zurück und ließ sich in Montanare di Cortona, südlich von Arezzo, nieder, wo er ein Haus besaß. Später übersiedelte er ins oberösterreichische St. Konrad am Traunsee. Für den O.-W.-Fischer-Film Herbst in Lugano kehrte er 1987 letztmals zum Fernsehen zurück. In seinen letzten Lebensjahren betätigte sich Englert als Maler. Seine Werke (großteils Aquarelle) waren gelegentlich in Ausstellungen zu sehen. Englert starb im Krankenhaus des nahegelegenen Gmunden.

## Filmografie
- 1953: Der letzte Walzer
- 1954: Meines Vaters Pferde II. Teil Seine dritte Frau
- 1954: Das fliegende Klassenzimmer
- 1954: Schloß Hubertus
- 1954: Das sündige Dorf
- 1954: Der Engel mit dem Flammenschwert
- 1954: Die verschwundene Miniatur
- 1955: Oase
- 1955: Wunschkonzert
- 1955: Versuchung
- 1955: Der Cornet – Die Weise von Liebe und Tod
- 1956: Die goldene Brücke
- 1956: Beichtgeheimnis
- 1956: Manöverball
- 1956: Der Meineidbauer
- 1957: Der Stern von Afrika
- 1957: Weißer Holunder
- 1957: Der kühne Schwimmer
- 1957: Rübezahl – Herr der Berge
- 1957: El Hakim
- 1958: Das Mädchen Rosemarie
- 1958: Vergiß mein nicht
- 1958: Gräfin Mariza
- 1959: Paprika
- 1959: Heimat – Deine Lieder
- 1959: Tausend Sterne leuchten
- 1960: Bumerang
- 1960: Im weißen Rößl
- 1960: Schachnovelle
- 1960: Stefanie in Rio
- 1960: Ingeborg
- 1961: Frau Cheneys Ende
- 1961: Camp der Verdammten
- 1962: Wenn die Musik spielt am Wörthersee
- 1962: Straße der Verheißung
- 1962: 90 Minuten nach Mitternacht
- 1963: Wochentags immer
- 1963: Elf Jahre und ein Tag
- 1963: Kommissar Freytag (TV-Serie)
- 1963: Hedda Gabler (TV-Film)
- 1964: Kennwort: Reiher
- 1964: Lausbubengeschichten
- 1964: Tonio Kröger
- 1965: Der Fluch des schwarzen Rubin
- 1965: Tausend Takte Übermut
- 1965: Die fromme Helene
- 1965: Ich kauf mir lieber einen Tirolerhut
- 1965: Tante Frieda – Neue Lausbubengeschichten
- 1965: Ich suche einen Mann
- 1966: Grieche sucht Griechin
- 1966: Onkel Filser – Allerneueste Lausbubengeschichten
- 1967: Wenn Ludwig ins Manöver zieht
- 1968: Die letzte Rechnung zahlst du selbst
- 1968: Die Ente klingelt um halb acht
- 1969: Herzblatt oder Wie sag ich’s meiner Tochter?
- 1969: Hotel Royal (TV-Film)
- 1969: 11 Uhr 20 (TV-Dreiteiler)
- 1970: Das gelbe Haus am Pinnasberg
- 1970: Perrak
- 1970: Die Weibchen
- 1970: Mädchen beim Frauenarzt
- 1971: Und Jimmy ging zum Regenbogen
- 1972: Alle Menschen werden Brüder
- 1988: Herbst in Lugano (TV-Film)

## Auszeichnungen
- 1964: Bundesfilmpreis für Kennwort: Reiher (Kategorie: Beste Filmarchitektur)